# Pierre-Célestin Nkou
Pour les articles homonymes, voir Nkou.
Pierre-Célestin Nkou, né le 8 novembre 1927 à Édéa et mort le 16 mai 1983, est un prélat catholique camerounais, qui fut évêque de Sangmélima pendant près de 20 ans.

## Biographie
Il est ordonné prêtre le 15 avril 1956. Jean XXIII le nomme évêque de Sangmélima le 18 janvier 1963, une charge qu'il conserve jusqu'à sa mort en 1983. Jean-Baptiste Ama lui succède.
Entre 1963 et 1965, il participe au concile Vatican II, de la 2e à la 4e session.